# LCARS
在星际旅行虚拟宇宙中，LCARS（读作/ˈɛlkɑːrz/，全称为Library Computer Access/Retrieval System，即程序库计算机访问/检索系统）是一种计算机操作系统。在星际旅行年代表中，这一名词第一次出现于星际旅行：下一代中，并在后来的剧集中频繁使用。在现实中，“LCARS”经常被用来描述LCARS系统中的计算机的界面风格，特别是在下一代及航海家号中出现的计算机界面风格。

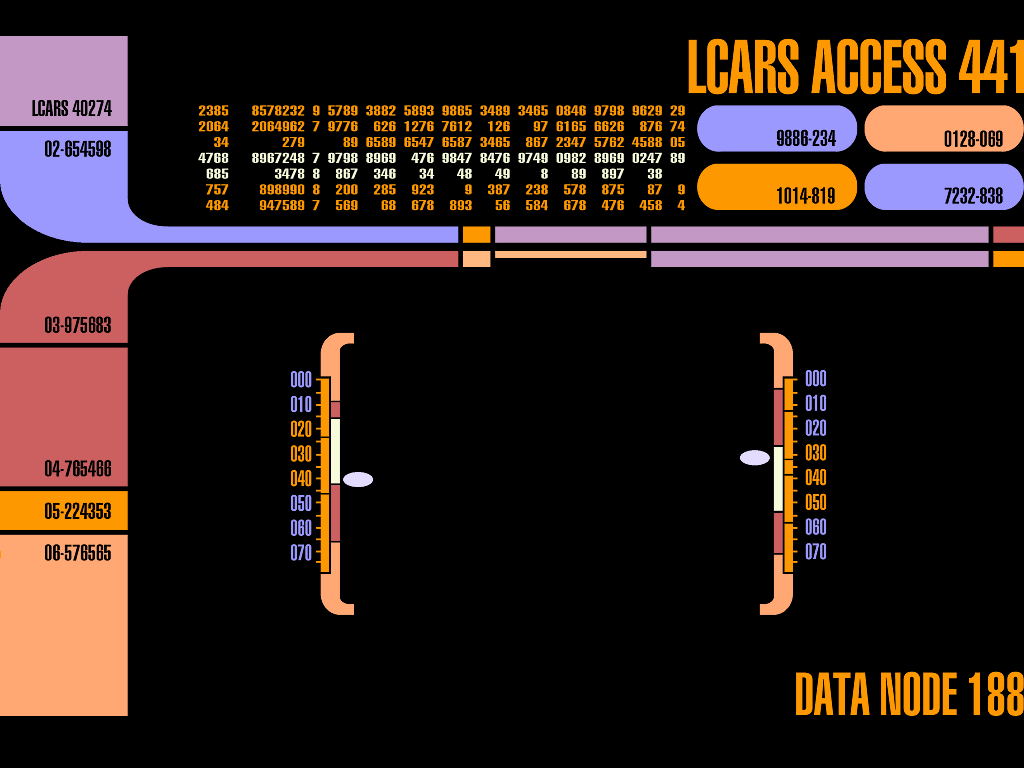
LCARS风格的桌面壁纸